# Золочівський округ
Золочівський округ — адміністративна одиниця Королівства Галичини та Володимирії у складі імперії Габсбурґів (від 1804 р. Австрійської імперії).

## Відомості
Золочівський округ існував від 1782 року, коли було встановлено однорівневий поділ коронного краю на округи (циркули) (дистрикти, з яких досі складались округи, скасували), до 1867 року, коли було скасовано округи і створено залишено лише повітовий адміністративний поділ (повіти виділені у складі округів у 1854 році).

## Географія
Золочівський округ розташовувався між Львівським, Жовківським, Бережанським, Тернопільським округами. На півночі межував з Волинню, анексованою Російською імперією.
Найбільші річки: Західний Буг, Полтва, Стир, Серет.
У Золочівському окрузі було 6 міста, 20 містечок та 325 сіл.
Міста: Золочів, Броди, Буськ, Глиняни, Кам'янка-Струмилівська, Залізці.
Містечка: Білий Камінь, Добротвір, Холоїв, Гологори, Озерна, Ліснів, Маркополь, Олесько, Підкамінь, Поморяни, Радехів, Сасів, Соколівка, Щурівці, Стоянів, Топорів, Новий Вільків, Заруддя, Зборів.

## Повіти
До 1867 року було 10 повітів (нім. bezirk):
- Золочівський
- Кам'янецький (Кам'янка Струмилівська)
- Радехівський
- Лопатинський
- Буський
- Олеськівський
- Бродівський
- Глинянський
- Залозецький (центр Заложці, тепер Залізці)
- Зборівський

Після адміністративної реформи кількість повітів було скорочено.